# 박다영 (가수)
박다영(1993년 7월 17일 ~ )은 대한민국의 가수인데 2016년 스무살의 Talk about을 피쳐링하면서 활동을 시작했고, 2017년 디지털 싱글 앨범 《외롭쏭》으로 정식 데뷔했다.

## 방송
- 슈퍼스타K 3 - Top51
- 슈퍼스타K 4 - Top18

## 음반
- 외롭쏭 (2017)
- 나의 밤 하늘에게 (2017)
- 사랑내겐 (2018)
- 키 작은 한 꼬마 (2019)
- 그대와 (2021)